# منطقه المالکیه
منطقه المالکیه (به عربی: منطقة المالکیة) یک منطقه در سوریه است که در استان حسکه واقع شده‌است. منطقه المالکیه ۱۹۱٬۹۹۴ نفر جمعیت دارد.